# Erebia koreana
Erebia koreana är en fjärilsart som beskrevs av Matsumura 1928. Erebia koreana ingår i släktet Erebia och familjen praktfjärilar. Inga underarter finns listade i Catalogue of Life.